# Bussu
Bussu – miejscowość i gmina we Francji, w regionie Hauts-de-France, w departamencie Somma.
Według danych na rok 1990 gminę zamieszkiwało 218 osób, a gęstość zaludnienia wynosiła 32 osoby/km² (wśród 2293 gmin Pikardii Bussu plasuje się na 768. miejscu pod względem liczby ludności, natomiast pod względem powierzchni na miejscu 708.).